# Matteo Zaccolini
Matteo Zaccolini noto anche come Zacolini e Zocolino (Cesena, aprile 1574 – Roma, 13 luglio 1630) è stato un pittore, presbitero e matematico italiano.

## Biografia
Nato a Cesena da una famiglia di umili origini, studiò prospettiva e matematica con il filosofo Scipione Chiaramonti e fece il suo apprendistato nella bottega del pittore Francesco Masini. Stabilitosi a Roma, divenne un protetto del cardinale Vincenzo Giustiniani, mecenate di pittori come Caravaggio, Nicolas Poussin e Domenichino.
Zaccolini collaborò con Baldassare Croce agli affreschi in stile quadratura nella chiesa di Santa Susanna alle Terme di Diocleziano, dove dipinse le colonne a trompe-l'œil. In collaborazione con Giuseppe Agellio e Cristoforo Roncalli, lavorò agli affreschi nella Chiesa di San Silvestro al Quirinale. Entrò nell'ordine dei Chierici regolari teatini, nel 1603, e da allora lavorò solo per progetti teatini, a Napoli e Roma.
Scrisse quattro trattati sulla teoria della pittura, tra il 1618 e il 1622, dai titoli: De colori, Prospettiva del colore, Prospettiva lineale e Della descrittione dell'ombre prodotte da corpi opachi rettilinei. Queste opere, pur non essendo di larga diffusione, gli diedero fama in circoli ecclettici a Roma. Nel 1666, lo storico e compagno teatino Giuseppe Silos descrisse Zaccolini come uno dei "Geni del nostro ordine e uno dei più ammirevoli uomini del nostro tempo". Giovanni Pietro Bellori lo descrisse come un maestro della prospettiva e dell'ottica, e come maestro di Domenichino, Gagliardi, Circignani e Cavalier d'Arpino tra gli altri.
Zaccolini era un fervido ammiratore di Leonardo da Vinci. Secondo Cassiano dal Pozzo, il primo biografo di Zaccolini, la prima versione del manoscritto era stata stesa in scrittura speculare che, assieme al contenuto, rivelava l'influenza dello stile di Leonardo.